# Wschodnia Fundacja Kultury „Akcent”
Wschodnia Fundacja Kultury „Akcent” – polska organizacja pozarządowa powstała w 1994 roku. 
Skład Rady Fundacji: Edward Balawejder, Jarosław Cymerman, Michał Jagiełło (zm. 2016), Andrzej Jaroszyński, Ryszard Kapuściński (zm. 2007), Alina Kochańczyk, Tadeusz Konwicki (zm. 2015), Zofia Kopel-Szulc, István Kovács, Eliza Leszczyńska-Pieniak, Waldemar Michalski, Wojciech Młynarski, Wacław Oszajca, Irena Sławińska (zm. 2004), Jerzy Święch (przewodniczący), Jarosław Wach, Bogusław Wróblewski, Bohdan Zadura.
Celem fundacji jest inspirowanie i popieranie różnych form twórczości (m.in. literackiej, plastycznej, teatralnej) i różnych dziedzin refleksji humanistycznej oraz ich promocja w kraju (szczególnie na wschód od Wisły) i za granicą (szczególnie w państwach sąsiednich). Główny nacisk w swej działalności Fundacja kładzie na usuwanie uprzedzeń (etnicznych, religijnych, światopoglądowych) dzielących ludzi sztuki, ukazywanie bogactwa kultury wynikającego m.in. z jej różnorodności i przezwyciężanie stereotypów w myśleniu o kulturze, szczególnie na obszarze Europy Środkowowschodniej.
Fundacja m.in. organizuje spotkania autorskie pisarzy, twórców sztuki i uczonych, konferencje, sympozja i seminaria służące refleksji nad historią, stanem obecnym i przyszłością kultury, prowadzi prace nad dokumentowaniem i archiwizacje dorobku artystycznego oraz działalność propagatorską, informacyjną, wydawniczą i wystawienniczą, a także funduje stypendia i nagrody.
Wschodnia Fundacja Kultury „Akcent” jest współwydawcą kwartalnika „Akcent” (od 2005 r. wspólnie z Biblioteką Narodową, od 2010 r. wspólnie z Instytutem Książki).